# Zosime (métropolite de Moscou)
Pour les articles homonymes, voir Zosime.
Zosime (né en année inconnue, mort en 1496) fut métropolite de Moscou et de toute la Russie de 1490 à 1494.